# Sueño de amor (2016)
Sueño de amor (lit. Sonho de Amor) é uma telenovela mexicana produzida por Juan Osorio e exibida pelo Las Estrellas entre 22 de fevereiro a 21 de agosto de 2016, em 131 capítulos, substituindo Antes muerta que Lichita e antecedendo Tres veces Ana.
A trama é protagonizada por Cristián de la Fuente, Betty Monroe e Marjorie de Sousa e  co-protagonizada por Renata Notni, 
Santiago Ramundo, Fernanda Urdapilleta, Polo Morín e Jesús Carús e antagonizada por Sabine Moussier, Julián Gil, Beatriz Morayra e Isaura Espinoza

## Enredo
Esperanza (Betty Monroe) e Ricardo (Cristián de la Fuente) tem em comum o grande desejo de voltar a se encontrarem vinte anos depois de terem vivido juntos a intensidade do primeiro amor. Mas antes de poder estar juntos, terão que descobrir o segredo que os separou.
Esperanza é professora em duas escolas: no exclusivo Instituto Palacios e no Colegio Vasconcelos. Todos os dias luta por seus filhos, seus alunos e pelo sonho de construir uma escola.
Ricardo se foi do México perseguindo o sonho americano, mas no caminho encontrou grandes obstáculos. E ainda que não estava em seus planos, ele se converteu em agente da Interpol. Ele também se tornou pai de dois filhos: Rodrigo (Mauricio Ramirez) e Selena (Isabella Tena), a quem os adora; ainda que a vida com Tracy (Sabine Moussier), sua esposa, se tornou um pesadelo.

## Elenco
- Cristián de la Fuente[3] - Ricardo Alegría Sandoval
- Betty Monroe[4] - Esperanza Guerrero Díaz
- Marjorie de Sousa[5] - Cristina Vélez Valderrama
- Julián Gil[6] - Ernesto De la Colina
- Sabine Moussier[7] - Tracy Kidman de Alegría
- Renata Notni[8] - Patricia "Pato" Guerrero Díaz
- Santiago Ramundo[9] - Luca De la Colina Conde
- Carmen Salinas[10] - Margarita Manzanares
- Osvaldo de León[11] - Erasmo Gallo
- Lola Merino[12] - Viviana Conde de la Colina
- Julio Mannino[13] - Mario Kuri
- Beatriz Morayra[14] - Silvana Fierro Mazanares
- Polo Morín[15] - Pedro Carmona Guerrero
- Luis Gerardo Cuburu - Maximiliano Izaguirre "La sombra"
- Marco Méndez[16] - Oscar Torreblanca
- Gustavo Munguía - Ignacio "Nacho" Contreras
- Paul Stanley - Adan Tenorio
- Gimena Gómez - Eliza Olivier
- Andrés Delgado - Adrián De la Colina Conde
- María Andrea Araujo - Kristel Kuri Fierro
- Fernanda Urdapilleta - Salma Kuri Fierro
- Mauricio Ramírez - Rodrigo Alegría Kidman
- Isabella Tena - Selena Alegría Kidman
- Emilio Osorio[17][18] - Kiko Gallo
- Dayren Chávez - Estrella Gallo
- Rodrigo Vidal[19] - Félix Del Pozo
- Laura Vignatti - Anatasia Limantour
- El Chapo de Sinaloa - Jerónimo Durán
- Bea Ranero - Aranza
- Kelchie Arizmendi - Felicia
- Kya Shin - Triana
- Shira Casar - Shira Izaguirre
- Yhoana Marell - Eufrosina
- Jessidey León - Quintina
- Paola Toyos - Edina
- Paola Archer - Arleth
- Mario Discua - Israel
- Michelle Orozco - Esperanza (Jovem)
- Marco León - Ricardo (Jovem)
- Moisés Araiza - Ernesto (Jovem)
- Eric Prats - El Amo

## PremioTvyNovelas 2017
| Categoria                | Indicados        | Resultados |
| ------------------------ | ---------------- | ---------- |
| Melhor Atriz Antagonista | Sabine Moussier  | Indicado   |
| Melhor Ator Antagonista  | Julián Gil       | Indicado   |
| Melhor Atriz Juvenil     | Renata Notni     | Venceu     |
| Melhor Ator Juvenil      | Polo Morín       | Venceu     |
| Melhor Ator Revelação    | Santiago Ramundo | Indicado   |
| Melhor Tema Musical      | Maná e Shakira   | Indicado   |